# Eucalyptus kruseana
Eucalyptus kruseana är en myrtenväxtart som beskrevs av Ferdinand von Mueller. Eucalyptus kruseana ingår i släktet Eucalyptus och familjen myrtenväxter. Inga underarter finns listade i Catalogue of Life.